# Kate Longová
Kate Longová (1964 Blackrod) je anglická spisovatelka, proslavila se především svým románem The Bad Mother's Handbook (Příručka špatné matky). Je také autorkou povídek, publikovala i články v různých novinách a časopisech.

## Život a dílo
Narodila se a vyrůstala v hrabství Lancashire v severozápadní Anglii. Navštěvovala školu v Boltnu, poté studovala angličtinu na Bristolské univerzitě. Rok se věnovala učitelské přípravě v Exmouthu a pracovala v Guildfordu, poté učila třináct let v Chesteru.
Její první román The Bad Mother's Handbook vyšel v roce 2004. Později byl román uváděn jako seriál BBC Radio Four's Book at Bedtime. V roce 2005 byla kniha nominována na British Book Award. Filmová práva na ni koupila Ruby Films a televizní verze vznikla v roce 2007. Po úspěchu románu se začala věnovat psaní profesionálně a postupně vyšly romány Swallowing Grandma (2005), Queen Mum (2006), The Daughter Game (2008), A Mother's Guide to Cheating (2010), Before She Was Mine (2011), Bad Mothers United ( 2013), Something Only We Know (2015).
Kate Longová psala pro celostátní noviny a časopisy, například Telegraph, BBC Wildlife a Good Housekeeping. Její povídky vyšly v časopisech i v novinách, například ve Woman's Own, Woman & Home, Sunday Express, byly také uveřejněny ve sborníku Knižního klubu Sunday Night.